# 南满洲铁道株式会社总局舍本馆旧址
南满洲铁道株式会社总局舍本馆是南满洲铁道株式会社的铁路管理机构总部机构，其旧址位于辽宁省沈阳市和平区太原北街4号。目前，南满洲铁道株式会社总局舍本馆旧址作为中东铁路建筑群的重要组成部分，被中华人民共和国国务院批准为全国重点文物保护单位。

## 历史沿革
1934年，南满洲铁道株式会社改组铁路管理机构，将铁道部、铁路总局、北满铁道管理局、铁道建设局合并成立为奉天铁道总局并修建铁道总局大楼。1938年，南满洲铁道在铁道总局大楼附近动工修建另一规模更大的建筑并于1940年完工后将总局迁入，而原大楼改为附馆。日本战败后，国民政府沈阳区铁道管理局入驻大楼。中华人民共和国成立后，大楼曾由沈阳军区司令部所用。1958年至今，大楼为中国铁路沈阳局集团用房。

## 建筑特点
南满洲铁道株式会社总局舍本馆大楼由满洲电业株式会社工务部建筑设计所设计，大西公务所施工。大楼建筑为钢筋混凝土结构地上6层，占地面积35703平方米，建筑面积25817平方米。大楼建筑特点为日本官厅式建筑。